# Alena Míková
Alena Míková (21. listopadu 1928 Praha – 26. dubna 2014 Praha) byla česká operní pěvkyně (soprán).

## Život a dílo
Když v roce 1947 absolvovala reálné gymnázium v Praze, začala soukromě studovat zpěv u Augusty Fassatiové. Od roku 1952 vystupovala s Pražskou zpěvohrou a o rok později vzbudila pozornost, když účinkovala v amatérské opeře závodního klubu Rakona, kde například zpívala Miladu v Daliborovi a titulí roli v Libuši. Od roku 1954 byla v angažmá v Městském divadle v Ústí nad Labem.
Poté, co v roce 1957 získala stříbrnou medaili na velké mezinárodní pěvecké soutěži při světovém festivalu v Moskvě, byla pozvána k hostování v Národním divadle v rolích Milady, Cizí kněžny v Rusalce a Aidy od Giuseppe Verdiho. Sólistkou opery Národního divadla byla od 15. srpna téhož roku. Její dramatický soprán nejvíce uplatňovala v rolích, jako například už ve zmíněné Milady, Libuše i Aidy, ale také Anežky ve Dvou vdovách, Káti Kabanové, Šárky, Hraběnky z Figarovy svatby, Donny Anny v Donu Giovannim, Dorabelly v Così fan tutte, Lady Macbeth ve Verdiho Macbethovi, Toscy, Elektry, Salome, Kněžny Werdenbergové (Maršálky) v Růžovém kavalíru a Marie ve Vojckovi. V roce 1988 odešla do důchodu
V zahraničí už od počátku šedesátých let pravidelně vystupovala v Komische Oper v Berlíně. Měla také nabídky, aby spolupracovala s různými operními divadly ve Spolkové republice Německo, které však nepřijala. Úspěšně hostovala v NDR, v Bulharsku, v Polsku, v Maďarsku, v Rakousku, v NSR, ve Francii a v Irsku.
Byla manželkou operního pěvce Národního divadla Rudolfa Jedličky a od 2. března 1967 byla muzikologa Jiřího Štilce. V politické oblasti se příliš neangažovala, až na jediný případ, kdy na popud manžela Jiřího Štilce podepsala v srpnu 1968 manifest Dva tisíce slov. Díky sazbě tisku není její jméno v místě zlomu vidět.
V roce 1966 se dočkala titulu zasloužilá umělkyně a v březnu 2009 převzala cenu Thálie za rok 2008 za celoživotní mistrovství v oboru opera.
Zemřela ve věku 85 let 26. dubna 2014 v Praze.